# Konstytucja Rzeszy Niemieckiej 1871

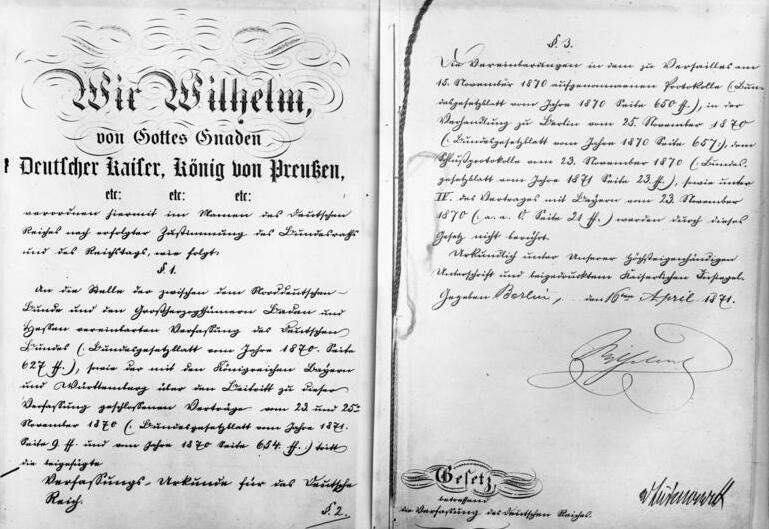
Pierwsza i ostatnia strona konstytucji

Federalna Rzesza Niemiecka

Konstytucja Rzeszy Niemieckiej (niem. Verfassung des Deutschen Reichs) – konstytucja Rzeszy Niemieckiej uchwalona w 1871 r.

## Historia
18 stycznia 1871 miało miejsce powołanie II Rzeszy, czyli Cesarstwa Niemieckiego (zakończenie zjednoczenia Niemiec), w trakcie wojny francusko-pruskiej. Po pierwszych wyborach, które odbyły się 3 marca 1871 jednoizbowy parlament (Reichstag) uchwalił konstytucję Rzeszy Niemieckiej, obowiązującą od 4 maja tego samego roku. Konstytucja niewiele różniła się od dotychczas obowiązującej konstytucji Związku Północnoniemieckiego. Na mocy konstytucji Rzesza była federacją (państwem związkowym) 22 monarchii (w tym 4 królestw, 6 wielkich księstw i 12 księstw) oraz 3 wolnych miast (Bremy, Hamburga i Lubeki), które zawarły „wieczny związek”.
Bezpośrednia suwerenność Rzeszy dotyczyła tylko Alzacji-Lotaryngii. Wszystkie państwa posiadały dotychczasowe organy władzy: władców, rządy, sejmy, administrację, sądownictwo i szkolnictwo. Polityka zagraniczna i sprawy wojskowe, z pewnymi ograniczeniami, były w kompetencjach Rzeszy. Mimo oporów z biegiem lat powiększał się zakres kompetencji Rzeszy. Ustawy uchwalane przez parlament były zawsze nadrzędne nad ustawami sejmów krajów związkowych. Większe państwa południowe, jak Bawaria i Wirtembergia zachowały zarządy kolei i poczty. W czasie pokoju wojska lądowe poszczególnych państw (w ramach armii Rzeszy) podlegały własnym władcom, a w czasie wojny podlegały wyłącznie cesarzowi. Sztab generalny i marynarka wojenna były wspólne dla Rzeszy.
Na czele Rzeszy stał cesarz, który miał szeroki zakres władzy, przede wszystkim w polityce zagranicznej i wojskowości. Do jego najważniejszych prerogatyw należało mianowanie kanclerza, za pośrednictwem którego sprawował rządy na szczeblu ogólnopaństwowym. Pierwszym cesarzem został Wilhelm I Hohenzollern, król pruski. Kanclerz był jednocześnie premierem rządu Prus. Od 1871, tak jak zamierzał Otto von Bismarck, Prusy dominowały całkowicie w Rzeszy: pruska była dynastia i kanclerz.
Parlament Rzeszy miał prawo współdecydowania o polityce zagranicznej, wojskowej, kolonialnej, budżecie państwa, cłach, walucie i niektórych podatkach. Parlament przyjmował ustawy z zakresu prawa karnego, cywilnego i gospodarczego. Posłowie do Reichstagu (wyłącznie mężczyźni) byli wybierani w demokratycznych wyborach powszechnych, tajnych i bezpośrednich. Ustawy przed wejściem w życie zazwyczaj musiały zostać zaakceptowane przez Bundesrat (radę związkową), w którym decydujący głos należał do Prus. Reichstag i Bundesrat miały inicjatywę ustawodawczą.